# Sputtern
Das Sputtern (von englisch to sputter = zerstäuben), auch Kathodenzerstäubung genannt, ist ein physikalischer Vorgang, bei dem Atome aus einem Festkörper (Target) durch Beschuss mit energiereichen Ionen (vorwiegend Edelgasionen) herausgelöst werden und in die Gasphase übergehen.
Angewendet wird dieser Effekt beispielsweise in der Oberflächenphysik zur Präparation hochreiner Oberflächen, zur Analyse der chemischen Zusammensetzung von Oberflächen, z. B. Sekundärionen-Massenspektrometrie (SIMS), zur Sekundär-Neutralteilchen-Massenspektrometrie (SNMS) oder als Sputter-Ionenquelle für Teilchenbeschleuniger. Große technische Bedeutung hat das Verfahren als Teilschritt bei der Sputterdeposition, einer zur Gruppe der PVD-Verfahren gehörenden feinvakuumbasierten Beschichtungstechnik. Hier dient es zum Zerstäuben eines Materials, das sich anschließend auf einem Substrat niederschlägt und eine feste Schicht bildet. Im Bereich der Beschichtungstechnik wird die Sputterdeposition häufig nur als „Sputtern“ bezeichnet.
In Elektronenröhren und Gasentladungsröhren wie Glimmlampen und Nixie-Röhren gehört Sputtern zu den unerwünschten, die Lebensdauer begrenzenden Effekten. Das Auftreffen von Ionen auf die Elektroden zieht diese in Mitleidenschaft. Zudem schlägt sich das abgetragene Elektrodenmaterial an der Innenseite des Glaskolbens nieder und vermindert dessen Transparenz.
Pioniere in der Untersuchung des Phänomens waren Gottfried K. Wehner in den USA und Wera Jewgenjewna Jurassowa in der UdSSR.

## Grundlagen
Beim Beschuss einer Oberfläche mit Ionen können, abhängig von den verwendeten Ionen und ihrer kinetischen Energie, verschiedene Effekte auftreten:
- Material vom bombardierten Target (Kathode) wird abgetragen. Dies ist das hier beschriebene Sputtern.
- Die Ionen werden in das Targetmaterial eingebaut und gehen dort gegebenenfalls eine chemische Verbindung ein. Dieser Effekt wird (reaktive) Ionenimplantation genannt.
- Die Ionen kondensieren auf dem beschossenen Substrat und bilden dort eine Schicht: Ionenstrahldeposition.

Ist ein Materialabtrag beabsichtigt, müssen die Ionen eine gewisse Mindestenergie besitzen. Das auftreffende Ion überträgt seinen Impuls auf Atome des beschossenen Materials, die dann – ähnlich wie beim Billard – in einer Stoßkaskade weitere Kollisionen auslösen. Nach mehreren Kollisionen hat ein Teil der Targetatome einen Impuls, der vom Targetinneren wegweist. Ist ein solches Atom genügend nahe der Oberfläche und hat es eine hinreichend hohe Energie, verlässt es das Target.
Die Sputterausbeute hängt im Wesentlichen von kinetischer Energie und Masse der Ionen sowie von der Bindungsenergie der Oberflächenatome und deren Masse ab. Um ein Atom aus dem Target herauszuschlagen, müssen die Ionen eine materialabhängige Mindestenergie von typischerweise 30–50 eV aufbringen. Oberhalb dieser Schwelle nimmt die Ausbeute zu. Der zunächst starke Anstieg verflacht aber rasch, da bei hohen Ionenenergien diese Energie immer tiefer im Target deponiert wird und damit kaum noch die Oberfläche erreicht. Das Verhältnis der Massen von Ion und Targetatom bestimmt den möglichen Impulsübertrag. Für leichte Targetatome wird ein Maximum der Ausbeute erzielt, wenn die Masse von Target und Ion annähernd übereinstimmen; mit zunehmender Masse der Targetatome verschiebt sich das Maximum der Ausbeute jedoch zu immer höheren Masseverhältnissen zwischen Ion und Targetatom.
Der Ionenbeschuss erzeugt nicht nur neutrale Atome, sondern auch Sekundärelektronen sowie in geringerem Umfang Sekundärionen und Cluster verschiedener Masse (Sekundärionen-Massenspektrometrie). Die Energieverteilung der gelösten Atome hat ein Maximum bei der halben Oberflächenbindungsenergie bei einigen Elektronenvolt, fällt aber zu hohen Energien nur langsam ab, sodass die mittlere Energie häufig eine Größenordnung darüber liegt. Ausgenutzt wird dieser Effekt in Analysemethoden der Oberflächenphysik und Dünnschichttechnologie sowie zur Herstellung dünner Schichten (Sputterdeposition).
Wird eine atomar dünne Schicht durch Sputtern abgetragen, so kann die Anzahl der nach der Zeit {\displaystyle t} gesputterten Teilchen nach folgender Gleichung abgeschätzt werden:
{\displaystyle N(t)=N_{\text{max}}\left(1-\exp \left(-{\frac {YI_{\text{P}}}{eN_{\text{max}}}}\,t\right)\right)}
mit {\displaystyle e} der Elementarladung, {\displaystyle N_{\text{max}}} der Anzahl Teilchen auf der Oberfläche (ca. 1015 cm−2), {\displaystyle Y} der Sputterausbeute (Anzahl der gesputterten Teilchen pro auftreffendes Teilchen) und {\displaystyle I_{\text{P}}} dem Primärstrom.

## Sputterdeposition

Schema einer Sputterdepositionsanlage (reaktives HF-Sputtern)

### Allgemeines
Zur Sputterdeposition, auch Sputterbeschichtung genannt, bringt man in die Nähe des Targets ein Substrat, sodass die herausgeschlagenen Atome auf diesem kondensieren und eine Schicht bilden können. Dabei muss in der Prozesskammer der Gasdruck so gering sein (Vakuum), dass die Targetatome das Substrat erreichen, ohne mit Gasteilchen zusammenzustoßen. Das heißt, die mittlere freie Weglänge der Gasteilchen muss mindestens dem Abstand des Targets zum Substrat entsprechen. Bei einem Abstand von ca. 30 cm sollte der Gasdruck daher nicht größer als ca. 2×10−4 mbar (20 mPa, Hochvakuum) betragen, andernfalls sind schlechtere Schichteigenschaften die Folge.
Als Ionenquelle dient in den meisten Anwendungen eine Gleichstrom-Gasentladung (DC-Sputtern). Wenn zusätzlich unter dem Target ein Magnet angebracht ist, spricht man von Magnetronzerstäubung. In dieser Konfiguration können alle leitfähigen Materialien deponiert werden. Anders als beispielsweise beim thermischen Verdampfen tritt keine Entmischung von Legierungen auf. Auch ist die Haftung der Schichten meist besser als bei aufgedampften, und es können große Flächen, z. B. Architekturglas, homogen beschichtet werden. Für diese Anwendung werden Magnetron-Kathoden mit einer Länge von 3,5 m eingesetzt. Auch werden auf diese Weise integrierte Schaltkreise auf Wafern metallisiert. Bei diesen Applikationen werden normalerweise möglichst reine Metallschichten gewünscht. Daher werden in diesen Fällen hochreine Edelgase, in der Regel Argon, eingesetzt, um eine Oxidation der Schichten zu vermeiden.
Die Beschichtung von Architekturverglasungen oder Absorbern von thermischen Sonnenkollektoren besteht aus Schichtsystemen, bei denen auch transparente und teilabsorbierende Materialien, die häufig nicht oder nicht hinreichend elektrisch leitend sind, zum Einsatz kommen. Hier kann dem Inertgas wie Argon gezielt ein Reaktivgas, meist Stickstoff oder Sauerstoff, hinzugefügt werden, um deren Verbindungen zu deponieren. In diesem Fall spricht man von reaktivem Sputtern.
Andere Nichtleiter, deren reaktive Sputterdeposition nicht möglich oder praktikabel ist, können meist mit Hochfrequenz- oder Ionenstrahlsputtern deponiert werden; allerdings geht hierbei der Vorteil der großflächigen Homogenität zum großen Teil verloren.

### Varianten
Die Sputterdeposition zählt seit Jahrzehnten zu den wichtigsten Beschichtungsverfahren. In dieser Zeit wurden unterschiedliche Varianten entwickelt, mit denen sich die Schichteigenschaften gezielt beeinflussen oder die Bandbreite der abscheidbaren Materialien erhöhen lassen. Nachfolgend sind die wichtigsten Grundformen kurz beschrieben. Dabei ist zu beachten, dass von allen Varianten Mischformen existieren, z. B. HF-Magnetronsputtern als Mischung aus dem Hochfrequenz- und dem Magnetronsputtern.
Die wichtigsten Grundformen sind:
1. DC-Sputtern
2. HF-Sputtern
3. Ionenstrahlsputtern
4. Magnetronsputtern
5. Reaktives Sputtern

#### DC-Sputtern

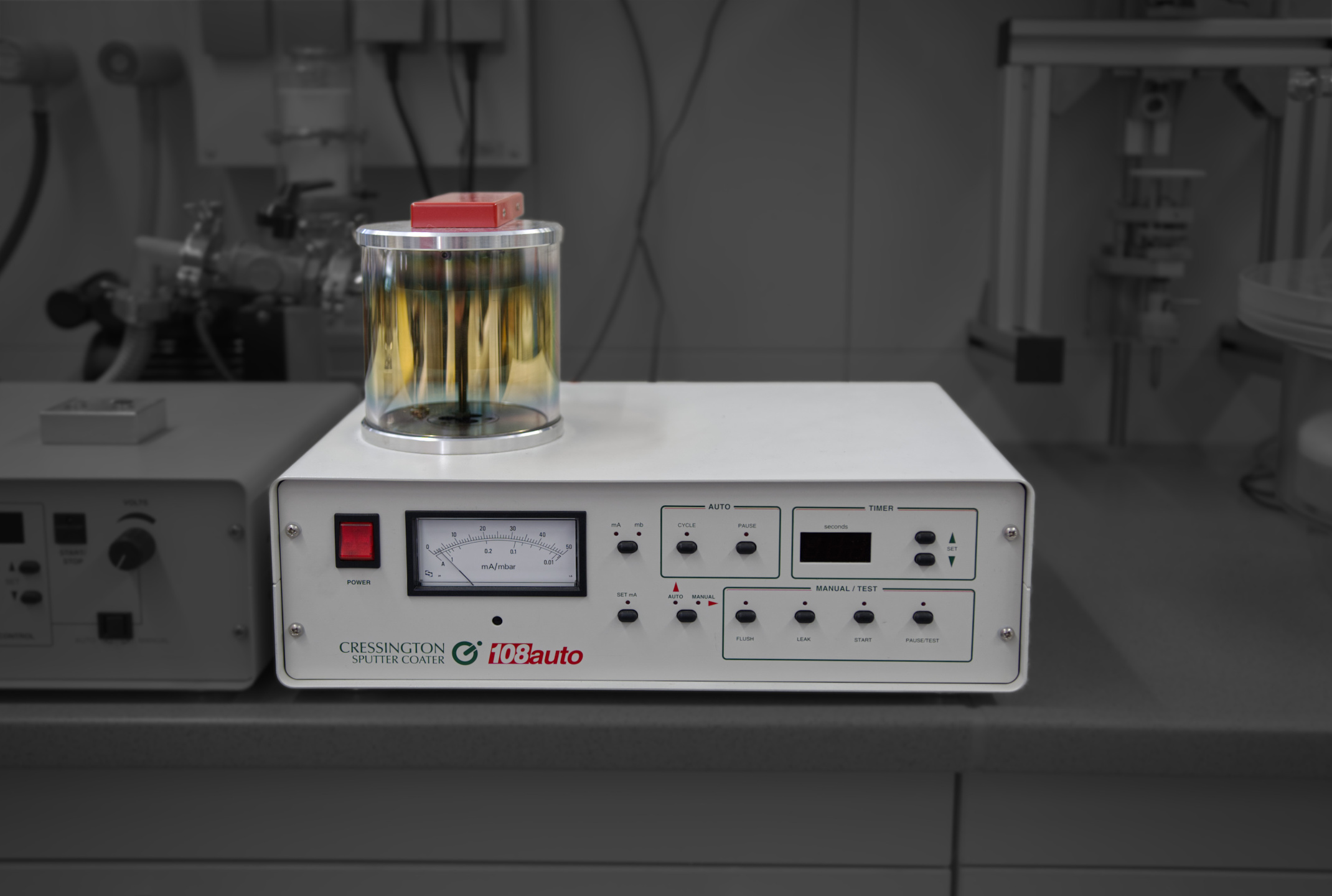
Eine DC-Sputteranlage für die Probenvorbereitung (Gold-Beschichtung) bei der Rasterelektronenmikroskopie.

Beim DC-Sputtern wird zwischen Target und dem zu beschichtenden Substrat eine Gleichspannung von einigen hundert Volt angelegt, es wird daher auch Gleichspannungssputtern genannt. Das Target bildet die negative und das Substrat die positiv geladene Elektrode. Durch Stoßionisation der Atome des eingesetzten Inertgases (z. B. Argon) bildet sich im Gasraum ein Plasma (ein Argon-Niederdruckplasma), dessen Bestandteile negativ geladene Elektronen und positiv geladene Gasionen, wie Ar+, durch die angelegte Gleichspannung in Richtung des Substrats bzw. des Targets beschleunigt werden. Es trifft nun ein dauerhafter Strom aus positiven Ionen auf das Target; daher auch der englischsprachige Name des Verfahrens direct current sputtering, dt. Gleichstrom- bzw. DC-Sputtern. Beim Aufprall auf das Target werden durch Impulsübertrag Teilchen aus dem Target herausgeschlagen, die sich vom Target weg in Richtung des Substrates bewegen und sich dort als dünne Schicht niederschlagen (Deposition).
Wesentlicher Nachteil dieses Verfahrens ist, dass es nur für elektrisch leitfähige Targetmaterialien anwendbar ist. Bei elektrisch isolierenden Materialien würden sich durch die ständige Versorgung mit neuen Ladungsträgern sowohl Target als auch das Substrat elektrisch aufladen, damit das Gleichspannungfeld kompensieren und den Sputterprozess behindern, da nachfolgende Ionen elektrisch abgestoßen würden.
Darüber hinaus sind die erreichbaren Sputterraten und damit auch die Beschichtungsraten relativ gering, da in dem eingesetzten Niederdruckplasma nur wenige Sputtergas-Ionen entstehen.
Die zuvor beschriebene Variante mit zwei Elektroden wird auch als DC-Dioden-Sputtern bezeichnet. Darüber hinaus existieren noch weitere Formen wie das DC-Trioden-Sputtern, bei dem das Target als dritte Elektrode außerhalb des Plasmaraums angeordnet wird. Auf diese Weise kann die Plasmaerzeugung und der Sputterprozess entkoppelt werden.

#### HF-Sputtern
Beim Hochfrequenzsputtern (kurz HF-Sputtern, engl. radio frequency sputtering, RF sputtering) wird statt des elektrischen Gleichfeldes ein hochfrequentes Wechselfeld angelegt (ISM-Band, meist mit der freien Funkfrequenz von 13,56 MHz oder Vielfachen davon). Die dafür notwendige Hochfrequenzspannungsquelle wird in Reihe mit einem Kondensator und dem Plasma geschaltet. Der Kondensator dient dazu, den Gleichspannungsanteil abzutrennen und das Plasma elektrisch neutral zu halten.
Durch das Wechselfeld werden die Ionen (meist Argonionen) und die Elektronen abwechselnd in beide Richtungen beschleunigt. Ab einer Frequenz von ungefähr 50 kHz können die Ionen aufgrund ihres deutlich kleineren Ladung-zu-Masse-Verhältnisses dem Wechselfeld nicht mehr folgen.
Die Elektronen oszillieren im Gebiet des Plasmas und es kommt vermehrt zu Stößen mit Argonatomen. Dies bewirkt eine hohe Plasmarate, eine Folge davon ist die mögliche Drucksenkung auf 1–20 mTorr (etwa 10−1−10−2 Pa) bei gleicher Sputterrate. Dies ermöglicht die Herstellung von dünnen Schichten mit einer anderen Gefügestruktur als dies bei höheren Drücken möglich wäre.
Die positiven Ionen bewegen sich durch eine überlagerte negative Offsetspannung am Target in Richtung des Targets und lösen dort wie beim DC-Sputtern durch Stöße Atome bzw. Moleküle aus dem Targetmaterial. Die anschließende Sputterdeposition entspricht denen anderer Sputterverfahren (siehe oben).
Vorteile:
- Auch Isolatoren (z. B. Aluminiumoxid oder Bornitrid) und Halbleiter werden dadurch sputterbar
- das Substrat heizt sich weniger auf
- Durch die oszillierenden Elektronen ist die Sputterrate bei gleichem Kammerdruck etwa 10-mal höher als beim DC-Sputtern.

Nachteile:
- Verhältnismäßig niedrige Beschichtungsraten
- die HF-Erzeugung ist aufwendiger als eine Gleichspannungsquelle
- Bei großen Rechteckkathoden (größer 1 m) können Ungleichmäßigkeiten in der Plasmadichte (Schichtdickenverteilung) auftreten

Eine Variante des HF-Sputtern ist das sogenannte Bias-Sputtern. Dabei wird der Substrathalter nicht auf Massepotential gehalten, sondern mit einem meist negativen elektrischen Potential (−50 bis −500 V) belegt. Dies hat einen erhöhten Beschuss des Substrates mit Argonionen zur Folge. Durch diesen Beschuss können zum einen lose gebundene Verunreinigungen von der Oberfläche gelöst werden, zum anderen bringt es zusätzliche Energie in die abgeschiedene Schicht ein. Durch diesen Rücksputtereffekt ist es möglich, die Schichteigenschaften positiv zu beeinflussen oder die Abscheidung in Gräben zu verbessern.

#### Magnetronsputtern

Schematischer Aufbau des Magnetronsputterns

Während bei der einfachen Kathodenzerstäubung lediglich ein elektrisches Feld angelegt wird, ist beim Magnetronsputtern hinter der Kathodenplatte ein zusätzliches Magnetfeld angeordnet. Durch die Überlagerung von elektrischem Feld und magnetischem Feld bewegen sich die Ladungsträger nicht mehr parallel zu den elektrischen Feldlinien, sondern werden auf eine Spiralbahn (genauer: Schraubenlinie) abgelenkt (siehe Lorentz-Kraft) – sie kreisen nun über der Target-Oberfläche. Dadurch wird deren Weg verlängert und die Zahl der Stöße pro Elektron erhöht sich. Die Elektronendichte ist dabei an der Stelle am höchsten, wo das Magnetfeld parallel zur Target-Oberfläche liegt. Dies bewirkt eine höhere Ionisation in diesem Bereich. Da die Ionen aufgrund ihrer Masse kaum vom Magnetfeld abgelenkt werden, findet der größte Sputterabtrag auf dem Target unmittelbar im Bereich darunter statt. Auf dem Target bilden sich dort die für das Magnetronsputtern typischen Erosionsgräben.
Das effektiv höhere Ionisierungsvermögen der Elektronen führt zu einer Erhöhung der Edelgasionenzahl und somit auch der Sputterrate. Da mehr Target-Material zerstäubt wird, führt dies zu deutlich höheren Beschichtungsraten bei gleichem Prozessdruck. Da das Schichtwachstum und somit die Schichteigenschaften neben der Temperatur vor allem vom Prozessdruck abhängig ist, kann man bei gleichen Wachstumsraten den Prozessdruck um bis zu einhundert Mal geringer als beim konventionellen Kathodenzerstäuben ansetzen. Das führt zu weniger Streuung des Materials auf dem Weg zum Substrat und zu einer dichteren (weniger porösen) Schicht.
Magnetronsputtern ist in der Mikroelektronik das meist eingesetzte Verfahren zum Erzeugen von Metallschichten.
Das Hochenergieimpulsmagnetronsputtern (high-power impulse magnetron sputtering, HiPIMS) ist ein weiterentwickeltes Verfahren, das die Wirkung von pulsartigen Entladungen ({\displaystyle t\ll 1\ {\text{µs}}}) mit Leistungen größer 1 MW nutzt, um einen deutlich erhöhten Ionisierungsgrad zu erreichen. Der hohe Grad der Ionisierung kann über einen geänderten Wachstumsmechanismus die Eigenschaften der aufwachsenden Schicht erheblich verändern und führt beispielsweise zu einer höheren Haftfestigkeit.

#### Reaktives Sputtern
Beim reaktiven Sputtern werden dem inerten Arbeitsgas (Ar) ein oder mehrere reaktive Gase (z. B. Sauerstoff oder Stickstoff) zugesetzt. Die Gase reagieren am Target, in der Vakuumkammer oder am Substrat mit den zerstäubten Schichtatomen und bilden neue Materialien. Die entstandenen Reaktionsprodukte scheiden sich anschließend an der Substratoberfläche ab. Zum Beispiel:
{\displaystyle \mathrm {4\,Al(Target)+3\,O_{2}\longrightarrow 2\,Al_{2}O_{3}(Schicht)} }
Das reaktive Sputtern kann mit anderen Varianten wie dem DC-, HF- oder Magnetronsputtern kombiniert werden. Es wird hauptsächlich eingesetzt, um Oxide (SiO2, Al2O3, ZnO), Nitride (Si3N4, TiN, AlN) und Oxinitride (z. B. SiOxNy) abzuscheiden. Die Schichteigenschaften lassen sich beim reaktiven Sputtern unter anderem über den Gasmassenfluss gut beeinflussen.
Neben Sauerstoff oder Stickstoff werden auch einfache Moleküle wie Wasserdampf, Ammoniak, Schwefelwasserstoff, Methan oder Tetrafluormethan als Reaktionsgas eingesetzt, beispielsweise für Cadmiumsulfid, Polytetrafluorethylen oder Carbide wie Tantalcarbid.
Da die zugesetzten Gase wie das Arbeitsgas im Plasmaraum ionisiert werden, erhöht sich zum einen die Reaktivität und damit die Reaktionsrate mit dem zerstäubten Targetmaterial, zum anderen werden die Ionen des Reaktionsgases aber auch in Richtung des Target beschleunigt. Beim Auftreffen auf das Target schlagen sie wie die Argonionen aber nicht nur Teilchen aus dem Target, sondern werden zu einem gewissen Anteil auch selbst in das Target eingebaut. Dies führt zu einer Verunreinigung des Target. Ein Problem, das sich zeigt, wenn das Target für die Abscheidung anderer Materialkompositionen genutzt werden soll.

#### Ionenstrahlsputtern
Beim Ionenstrahlsputtern (engl.  ion beam sputter deposition, IBSD) wird aus einer Ionenquelle ein Strahl von Edelgas-Sputterionen (Argon, Krypton, Xenon) auf das Target geleitet – es kommt zur Zerstäubung durch den auftreffenden Ionenstrahl. Dabei bietet das Ionenstrahlsputtern die Möglichkeit, die Teilchenenergien gezielt und energetisch schmalbandig einzustellen – die kinetische Energien der schichtbildenden Teilchen ist dabei höher als bei alternativen Vakuumbeschichtungstechniken wie Verdampfung oder Magnetronsputtern. Dadurch ist es möglich, eine gleichmäßigere Kondensation des Materialdampfes zu erreichen und so u. a. dichte, glatte und defektfreie Schichten zu erzeugen.
Durch einen sogenannten Assist-Ionenstrahl ist es weiterhin möglich die wachsende Schicht zu beeinflussen oder einen zusätzlichen Reaktivprozess zu initiieren (siehe ionenstrahlgestützte Deposition).

#### Atomstrahlsputtern
Auch isolierende Materialien können zur Vermeidung von elektrostatischen Aufladungen mit Hilfe von Atomstrahlen gesputtert werden, die zum Beispiel mit einem Kapillaritron erzeugt werden können.

## Anwendung
Der Sputtereffekt wird in der Materialbearbeitung und Analytik für die Reinigung von Werkstoffen und Proben eingesetzt. So kann durch eine Sputterreinigung die Oberfläche von kleinen Partikeln und organischen Verschmutzungen befreit werden, so dass ein nachfolgender Beschichtungsprozess reproduzierbarer erfolgen kann. Ähnliches gilt für die Reinigung von Proben bei oberflächensensitiven Messtechniken, beispielsweise bei der Photoelektronenspektroskopie (UPS, XPS usw.) durch kurzen Beschuss mit Argonionen. Der Sputtereffekt kann aber auch dazu dienen, um Informationen aus tieferen Bereichen zu erhalten. So kann bei Photoelektronenspektroskopie und Sekundärionen-Massenspektrometrie (SIMS) durch abwechselndes bzw. gleichzeitiges Sputtern und Messen ein Tiefenprofil von Schichtsystemen bestimmt werden – dabei müssen jedoch Effekte wie Vorzugssputtern (unterschiedliche Sputterraten für verschiedenschwere Atome) beachtet werden.
Die Sputterdeposition ist eine der Standardbeschichtungstechniken und findet vielfältige Anwendung in der Industrie. Die für die Beschichtung verwendbaren Materialien bzw. Materialsysteme unterscheiden sich stark durch das eingesetzte Spezialverfahren. Generell ist die Bandbreite an möglichen Materialien aber sehr groß. Mit „klassischen“ (passiven) Sputterdepositionsverfahren werden hauptsächlich Metalle abgeschieden, beispielsweise Titan, Wolfram und Nickel, aber auch Legierungen mit Nickelaluminium (NiAl) und Nichtmetalle wie Silicium oder Siliciumdioxid (SiO2) sind möglich.
Reaktive Verfahren hingegen ermöglichen durch den Einbau zusätzlicher Komponenten aus dem Gasraum die Abscheidung von Metallverbindungen, beispielsweise Metalloxide wie Aluminiumoxid (Al2O3) mit hoher Präzision in der Stöchiometrie der Schicht.
In der Halbleiter- und Mikrosystemtechnik wird das Verfahren vor allem für die Herstellung von dünnen Schichten eingesetzt, beispielsweise Aluminium oder Titannitrid.
Aber auch in anderen industriellen Bereichen werden gesputterte Dünnschichten eingesetzt, beispielsweise in der Material- bzw. Oberflächenveredelung (z. B. Spiegel, Autoscheinwerfer, Autofelge) oder in der Optik als funktionelle Schicht (z. B. Dünnschicht-Polarisator, Wärmeschutzglas).

## Nachteile
Generell ist bei der Reinigung der Oberfläche bei empfindlichen Materialien (z. B. Graphit-Einkristallen) durch Sputtern zu bedenken, dass durch das Sputtern die Kristallstruktur (teilweise) zerstört wird.
Bei zu starkem Sputtern, also bei zu hoher Energie der Ionen, besteht zusätzlich die Gefahr, dass die noch nicht abgetragenen Schmutzatome in die Oberfläche eingebracht werden (engl. knock-on effect).